# 高音哨笛
高音哨笛（英語：、，簡稱「哨笛」），是構造簡單的六孔木管樂器。哨笛經常使用在凱爾特音樂及愛爾蘭民俗音樂中。

## 簡介

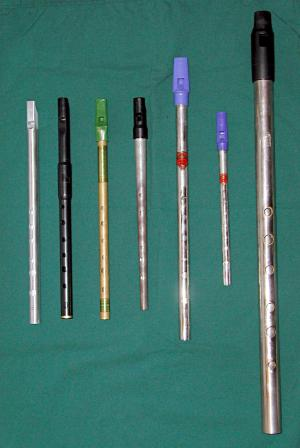
不同調性的哨笛

哨笛一般為D調或C調，因構造簡單，較難演奏半音階，因此需要配合樂曲，使用特定調性的哨笛。